# Binuangan
Binuangan è una municipalità di sesta classe delle Filippine, situata nella Provincia di Misamis Oriental, nella Regione del Mindanao Settentrionale.
Binuangan è formata da 8 baranggay:
- Dampias
- Kitamban
- Kitambis
- Mabini
- Mosangot
- Nabataan
- Poblacion
- Valdeconcha